# Schronisko na Półce w Igle
Schronisko na Półce w Igle – schronisko na lewym brzegu potoku Brodła na Garbie Tenczyńskim będącym częścią Wyżyny Krakowsko-Częstochowskiej. Należy do wsi Brodła w województwie małopolskim, w powiecie chrzanowskim, w gminie Alwernia.

## Opis obiektu
Schronisko znajduje się w skale Gaudynowska Baszta zwanej też Igłą. Zlokalizowane jest na półce skalnej na wysokości 16 m nad wąską asfaltową drogą przebiegającą obok skały. Dojście do niego jest eksponowane. Ma 3 otwory; główny południowo-zachodni i dwa północne położone około 1 m powyżej głównego. Schronisko jest niewielkie, niskie i składa się z korytarza rozgałęziającego się na dwa korytarzyki prowadzące w górę od otworu głównego do otworów bocznych.  
Schronisko powstało w wapieniach pochodzących z okresu jury późnej. Jest pochodzenia krasowego, powstało na bardziej miękkich warstwach międzyławicowych. Na ścianach brak nacieków, dno skaliste bez namuliska. Jest w całości oświetlone światłem słonecznym i nie ma własnego mikroklimatu.

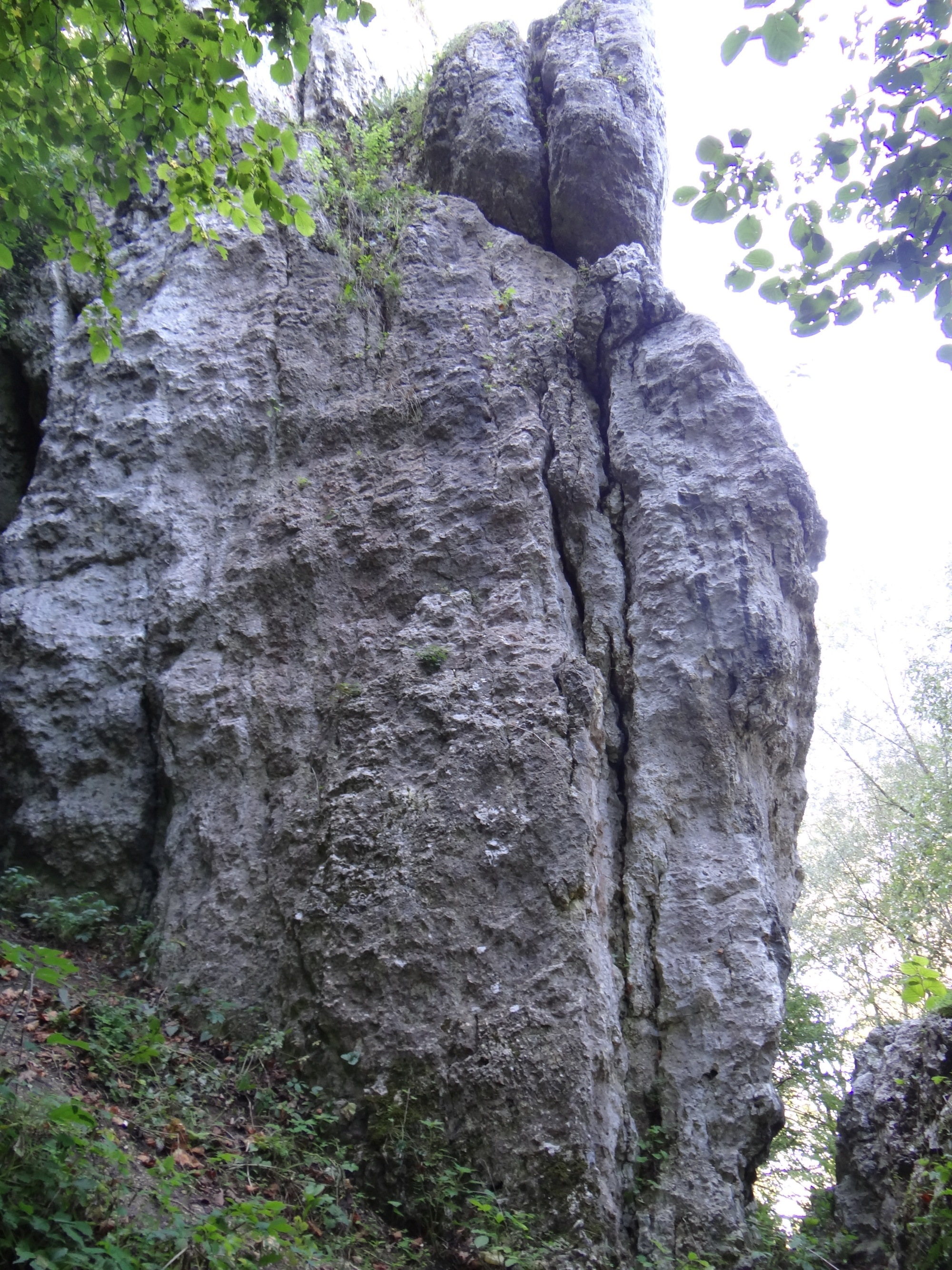
Gaudynowska Baszta
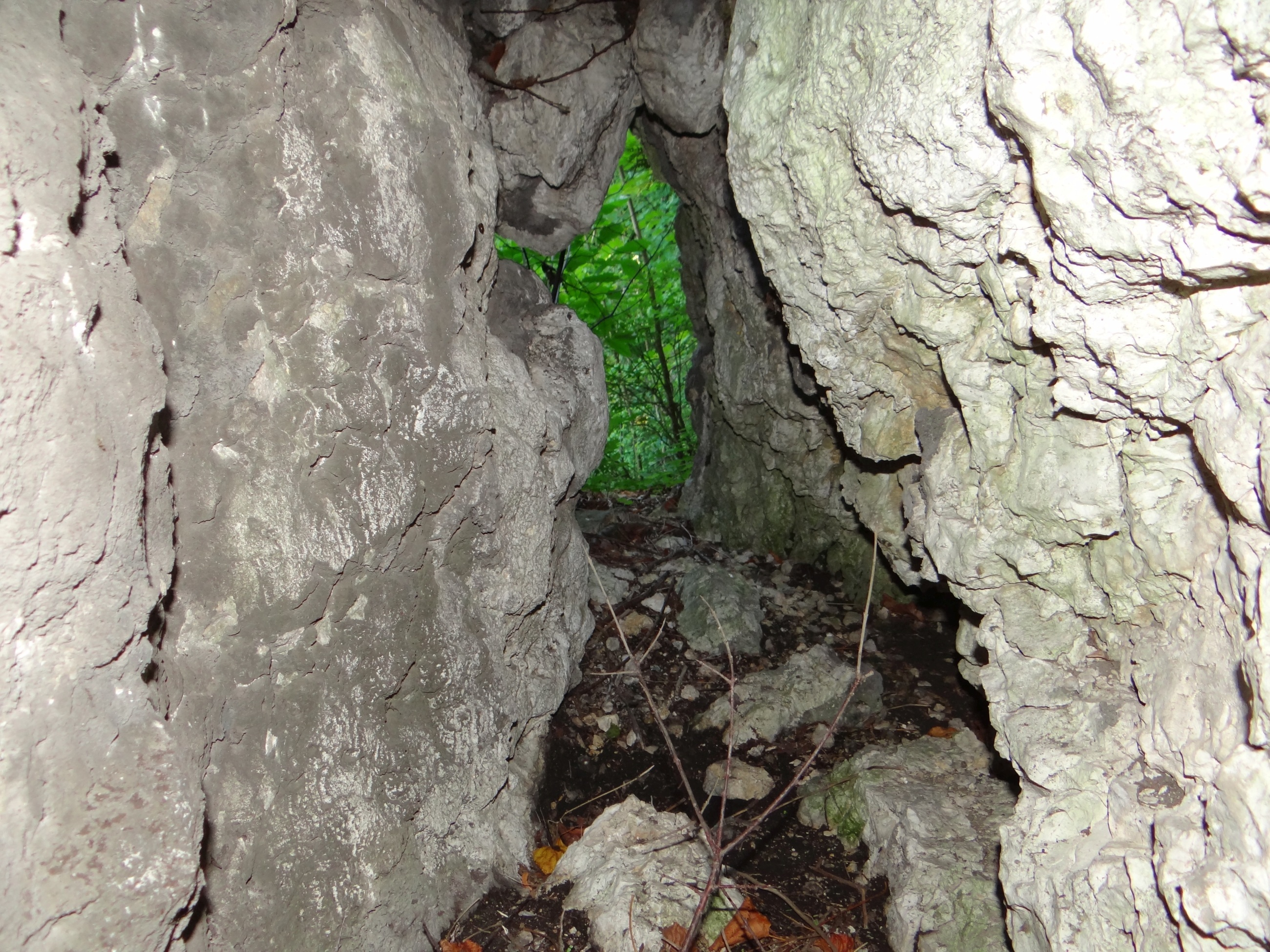
Otwór główny
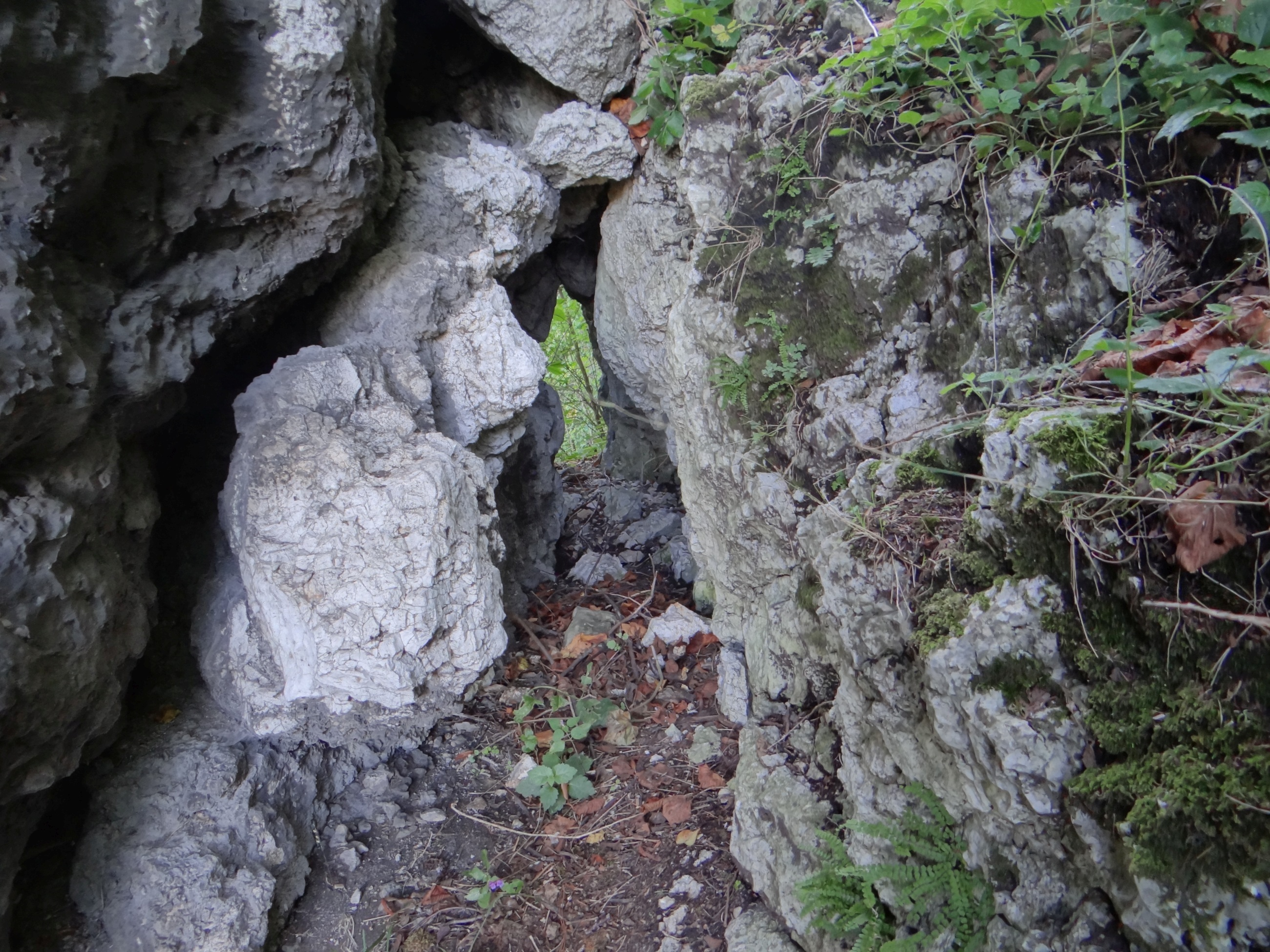
Korytarz od otworu głównego
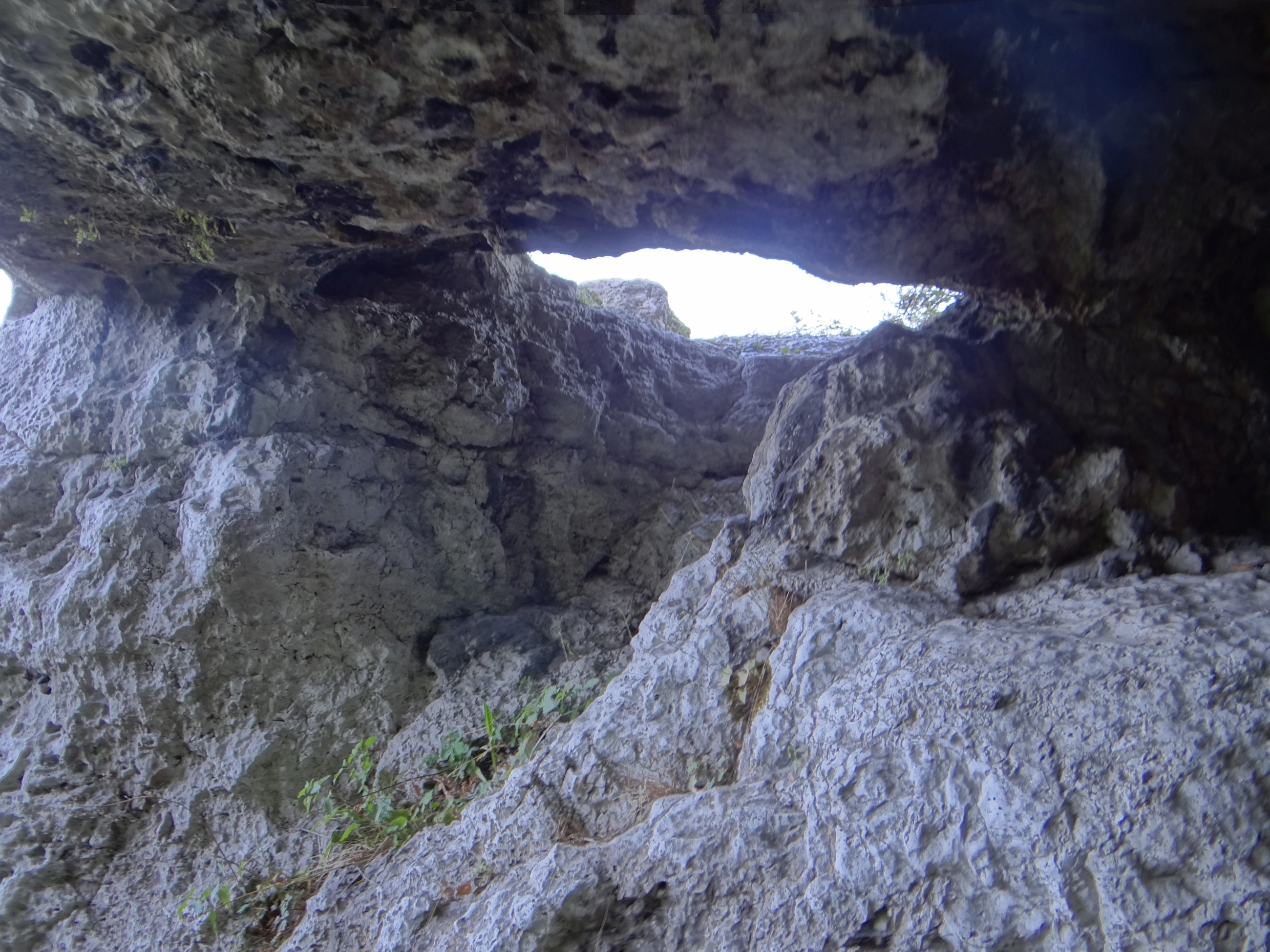
Otwór boczny (górny)
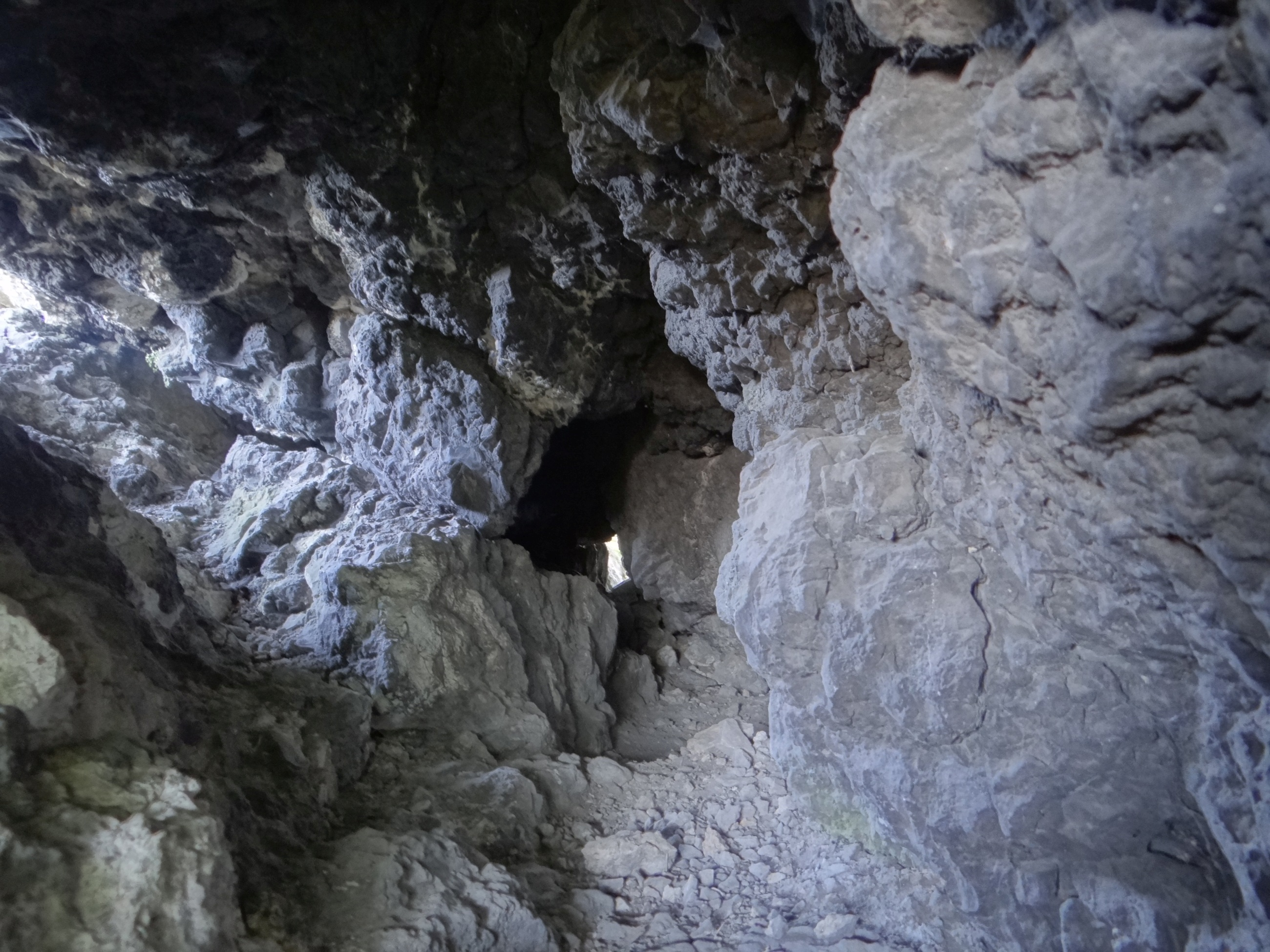
Otwór boczny (górny)